# 文家市决策
文家市决策是中國共產黨在秋收起义后，起义部队在被迫退守文家市後重新制定的革命路线，計畫從农村包围城市，最終夺取政权。

## 簡介
1927年9月9日，秋收起义爆发，但很快遭到失败。9月17日，毛泽东下令各团向浏阳文家市撤退，决定在文家市里仁学校会师。
9月19日，毛泽东率领受挫的秋收起义部队到达浏阳文家市集中，并主持召开前敌委员会会议，讨论起义部队受挫后的进军方向。出席会议的有工农革命军总指挥卢德铭，第一师师长余洒度、副师长余贲民，第一团代理团长陈浩，第三团团长苏先骏。第三团团部支部书记彭商人等营以上干部也列席了会议。
余洒度坚持先取浏阳，直攻长沙。苏先骏则说：“革命了半天，却革到山上做‘山大王’，这叫什么革命？” 毛泽东认为敌强我弱，主张放弃攻打长沙的计划，部队沿罗霄山脉南下，向江西萍乡退却，在农村实行土地革命，开展游击战争。
毛泽东的看法得到包括总指挥卢德铭在内前委会大多数人拥护和支持。会议最终否定第一师师长余洒度“取浏阳直攻长沙”的意见，通过了毛泽东的主张，确定了由农村包围城市最后夺取政权的革命路线。
9月20日，部队开始向罗霄山脉中段的井冈山地区转移。